# Karlsson vom Dach (Fernsehserie)
Karlsson vom Dach ist eine 26-teilige deutsch-schwedische Zeichentrickserie, die auf dem gleichnamigen Buch von Astrid Lindgren beruht. Die Regie führte Michael Ekbladh.

## Handlung
Lillebror möchte unbedingt einen Hund haben. Jedoch wollen seine Eltern ihm diesen Wunsch nicht erfüllen. Eines Tages kommt ein Mann, namens Karlsson in Lillebrors Zimmer geflogen. Karlsson hat einen Propeller auf dem Rücken und kann mit dessen Hilfe fliegen. Er freundet sich schnell mit Lillebror an. Karlsson zeigt sich oft egoistisch und rücksichtslos. Gemeinsam mit Lillebror heckt Karlsson immer wieder Streiche aus, aber da niemand Karlsson gesehen hat, wird immer wieder allein Lillebror für die Streiche verantwortlich gemacht. Als Lillebror seinen Eltern von Karlsson berichtet, halten diese Karlsson für einen Fantasiefreund von Lillebror. Sie glauben nicht an seine Existenz. Mit Karlsson erlebt Lillebror viele Abenteuer. So verfolgen die beiden Diebe, oder schlagen selbige in die Flucht, als diese versuchen bei Lillebror einzubrechen.

## Hintergrund
Karlsson vom Dach beruht auf dem gleichnamigen Buch von Astrid Lindgren.
Um die Zeichentrickserie so nah wie möglich an die Originalvorlage herankommen zu lassen, wurde Astrid Lindgrens Tochter Karin Nyman in die Entwicklung der Serie miteinbezogen.
Die Fernsehserie wurde 2001 produziert und war 2002 erstmals im schwedischen Fernsehen zu sehen.
In Deutschland wurde die Serie 2004 erstmals auf dem KiKA ausgestrahlt. Die komplette Serie erschien 2013 auf DVD.
Der KiKA beschreibt Karlsson als eine Figur die, die „unangenehmen Eigenschaften und aggressiven Momente, die in jedem Kind schlummern“ verkörpere. Karlsson ähnele einem „herrischen Spielkameraden“ und beitreibe „wirkungsvolle Erpressung“ in dem er androhe nicht mehr mitmachen zu wollen, wenn ihm etwas nicht gefiele. Jedoch müsse sich Liliebror nicht einsam fühlen. Er dürfe „Verantwortung (...) für den unwissenden Partner“ entwickeln und könne den „gefährdeten und verfolgten Karlsson beschützen“.

## Besetzung
| Rolle             | Schauspieler/in   | Synchronsprecher |
| ----------------- | ----------------- | ---------------- |
| Karlsson          | Börje Ahlstedt    |                  |
| Lillebror         | Zacharias Blad    |                  |
| Lillebrors Mutter | Pernilla August   |                  |
| Lillebrors Vater  | Allan Svensson    |                  |
| Bosse             | Oliver Skifs      |                  |
| Bettan            | Jasmine Heikura   |                  |
| Fille             | Magnus Härenstam  |                  |
| Rulle             | Brasse Brännström |                  |
| Fräulein Bock     | Ewa Roos          |                  |
| Onkel Julius      | Nils Eklund       |                  |
| Krister           | Jonathan Skifs    |                  |
| Gunilla           | Norea Sjöquist    |                  |

## Episoden
| Nr. | Deutscher Titel               | Originaltitel                          | Erstausstrahlung | Deutschsprachige Erstausstrahlung (—) | Regie           | Drehbuch                                           |
| --- | ----------------------------- | -------------------------------------- | ---------------- | ------------------------------------- | --------------- | -------------------------------------------------- |
| 1   | Die Explosion                 | Karlsson på taket                      | 2002             | 12. März 2004                         | Michael Ekbladh | John Sobol                                         |
| 2   | Das Haus auf dem Dach         | Huset på taket                         | 2002             | 15. März 2004                         | Michael Ekbladh | Ken Sobol                                          |
| 3   | Der weltbeste Kunstflieger    | Karlsson leker spöke                   | 2002             | 16. März 2004                         | Michael Ekbladh | John Sobol                                         |
| 4   | Karlsson und die Diebe        | Karlsson filurar                       | 2002             | 17. März 2004                         | Michael Ekbladh | Ken Sobol                                          |
| 5   | Karlsson der Spion            | Karlsson spionerar                     | 2002             | 18. März 2004                         | Michael Ekbladh | John Sobol                                         |
| 6   | Die große Zaubervorstellung   | Karlsson trollar                       | 2002             | 19. März 2004                         | Michael Ekbladh | Ken Sobol                                          |
| 7   | Das Seifenkistenrennen        | Karlsson är racerförare                | 2002             | 22. März 2004                         | Michael Ekbladh | Marteinn Thorisson                                 |
| 8   | Der Hausbock                  | Karlsson och Husbocken                 | 2002             | 23. März 2004                         | Michael Ekbladh | Marteinn Thorisson                                 |
| 9   | Sandmännchen                  | Karlsson och John Blund                | 2002             | 24. März 2004                         | Michael Ekbladh | Marc Hillefeld                                     |
| 10  | Jetzt wird Salut geschossen   | Karlsson skjuter salut                 | 2002             | 25. März 2004                         | Michael Ekbladh | Marc Hillefeld                                     |
| 11  | Der reichste Mann der Welt    | Karlsson fångar tjuvar                 | 2002             | 26. März 2004                         | Michael Ekbladh | Marion Hohenfeld                                   |
| 12  | Drachen steigen lassen        | Karlsson och Draken                    | 2002             | 29. März 2004                         | Michael Ekbladh | Marion Hohenfeld                                   |
| 13  | Weihnachten auf dem Dach      | Karlsson firar julafton                | 2002             | 30. März 2004                         | Michael Ekbladh | Marion Hohenfeld                                   |
| 14  | Ski fahren ist leicht         | Karlsson åker skidor                   | 2002             | 31. März 2004                         | Michael Ekbladh | Charlotte Habersack, Kurt Haderer                  |
| 15  | Ostern                        | Karlsson firar Påsk                    | 2002             | 1. Apr. 2004                          | Michael Ekbladh | Charlotte Habersack, Kurt Haderer                  |
| 16  | Rotkäppchen im Staubsauger    | Karlsson dammsuger                     | 2002             | 2. Apr. 2004                          | Michael Ekbladh | Charlotte Habersack, Kurt Haderer                  |
| 17  | Angeln von ganz oben          | Karlsson fiskar på taket               | 2002             | 5. Apr. 2004                          | Michael Ekbladh | Charlotte Habersack, Kurt Haderer                  |
| 18  | Muttertag                     | Karlsson och mors dag                  | 2002             | 6. Apr. 2004                          | Michael Ekbladh | Marion Hohenfeld                                   |
| 19  | Die Fernsehbüchse             | Karlsson och TV-burken                 | 2002             | 7. Apr. 2004                          | Michael Ekbladh | Charlotte Habersack, Kurt Haderer                  |
| 20  | Das Gespenst vom Vasa-Viertel | Karlsson, det lilla spöket i Vasastan  | 2002             | 8. Apr. 2004                          | Michael Ekbladh | Charlotte Habersack, Kurt Haderer, Astrid Lindgren |
| 21  | Hildur Bocks Kuddelmuddel     | Karlsson och Fröken Bocks goda kolijox | 2002             | 9. Apr. 2004                          | Michael Ekbladh | Charlotte Habersack, Kurt Haderer                  |
| 22  | Die Papageienjäger            | Karlsson fångar en fågel               | 2002             | 12. Apr. 2004                         | Michael Ekbladh | Charlotte Habersack, Kurt Haderer                  |
| 23  | Der weltbeste Babysitter      | Karlsson sitter barnvakt               | 2002             | 13. Apr. 2004                         | Michael Ekbladh | Marion Hohenfeld                                   |
| 24  | Tortenräuber                  | Karlsson leker kurragömma              | 2002             | 14. Apr. 2004                         | Michael Ekbladh | Charlotte Habersack, Kurt Haderer                  |
| 25  | Auf den Hund gekommen         | Karlsson får en rival                  | 2002             | 15. Apr. 2004                         | Michael Ekbladh | Charlotte Habersack, Kurt Haderer                  |
| 26  | Lillebrors Geburtstag         | Karlsson går på födelsedagskalas       | 2002             | 16. Apr. 2004                         | Michael Ekbladh | Marteinn Thorisson                                 |